# Hoya buotii
Hoya buotii är en oleanderväxtart som beskrevs av Kloppenb.. Hoya buotii ingår i släktet Hoya och familjen oleanderväxter. Inga underarter finns listade i Catalogue of Life.